# Квачадзе, Владимир Евсеевич
Владимир Евсеевич Квачадзе (3 апреля 1904 года, село Земо-Чибати, Озургетский уезд, Кутаисская губерния, Российская империя — 1977 год, Грузинская ССР) — бригадир Салибаурского совхоза имени Сталина Министерства сельского хозяйства СССР, Батумский район, Аджарская АССР, Грузинская ССР. Герой Социалистического Труда (1951).

## Биография
Родился в 1904 году в крестьянской семье в селе Земо-Чибати Озургетского уезда. С раннего возраста трудился в сельском хозяйстве. В 1928 году был призван на срочную службу в Красную Армию, после которой возвратился в родное село, где продолжил трудиться в сельском хозяйстве. В 1941 году призван в Красную Армию по мобилизации. В 1942 году окончил курсы младших лейтенантов и с августа этого же года участвовал в сражениях Великой Отечественной войны. Воевал в составе 51-й гвардейской роты на Западном фронте, в последующем — при обороне Кавказа в составе 51-й отдельной горно-вьючной роты 790-го стрелкового полка 392-й стрелковой дивизии 13-го стрелкового корпуса.
В декабре 1945 года демобилизовался и возвратился в Аджарскую АССР, где трудился бригадиром чаеводов в Салибаурском совхозе имени Сталина.
В 1950 году бригада под его руководством собрала в среднем с каждого гектара по 8020 килограмма чайного листа на участке площадью 6,2 гектара. Указом Президиума Верховного Совета СССР от 1 сентября 1951 года удостоен звания Героя Социалистического Труда за «получение в 1950 году высоких урожаев сортового зелёного чайного листа» с вручением ордена Ленина и золотой медали «Серп и Молот» (№ 6135).
Этим же указом званием Героя Социалистического Труда были награждены труженики Салибаурского совхоза главный агроном Александр Сиоевич Квачадзе, заведующий отделением Вениамин Михайлович Микадзе и рабочая Елена Вагановна Камбурьян.
В последующие годы окончил агрономические курсы. С 1956 года — главный агроном Очхамурского совхоза имени Сталина (предшественник — Герой Социалистического Труда Шалва Сардионович Грдзелидзе).
В 1964 году вышел на пенсию. Скончался в 1977 году.
Награды
- Герой Социалистического Труда
- Орден Ленина
- Медаль «За оборону Кавказа» (01.05.1944)